# Tubificoides methanicus
Tubificoides methanicus är en ringmaskart som beskrevs av Kvist, Dreyer och Erséus 2008. Tubificoides methanicus ingår i släktet Tubificoides och familjen glattmaskar. Inga underarter finns listade i Catalogue of Life.